# Отпадници (трећи случај)
Отпадници (трећи случај) је роман српске ауторке Ање Мијовић објављен 2023. године.
Представља наставак романа Отпадници (случај први / случај други).

## О ауторки
Ања Мијовић рођена је у Београду 1975. године. Студирала је драматургију. Главна је и одговорна уредница и ауторка портала „Директна реч”. Сарадница је, на сценарију, телевизијске серије Кљун. Живела је у Џакарти, а данас живи и ради у Београду. Има сина и ћерку.

## О књизи
Андреј Поповић и Урош Станић из Одељења за високотехнолошки криминал решени су да разоткрију најгоре злочине не само у сфери свог одељења већ и шире, реагујући на сваку неправду која им се препречи на путу. Тим ставом стекли су непријатеље међу моћницима, насилницима и локалним таблоидима. Током једног рутинског праћења неочекивано наилазе на јазбину трговине људима. Реакција је муњевита и одељење брзо растура брлог злочинаца. Међутим, тиме као да су дирнули у кошницу и само разљутили остатак роја.